# F1 2014 (jeu vidéo)
 (juillet 2017).
Si vous disposez d'ouvrages ou d'articles de référence ou si vous connaissez des sites web de qualité traitant du thème abordé ici, merci de compléter l'article en donnant les références utiles à sa vérifiabilité et en les liant à la section « Notes et références ».
F1 2014 est un jeu vidéo de course basé sur la saison 2014 du championnat du monde de Formule 1 sorti le 17 octobre 2014 sur PlayStation 3, Xbox 360 et PC. Il succède à F1 2013.

## Description
Le moteur du jeu est l'Ego Engine, déjà été utilisé par Codemasters pour ses Colin McRae: Dirt et Race Driver: GRID.
Le jeu propose les 19 circuits du championnat du monde de Formule 1 2014

## Pilotes, écuries et circuits 2014
| Écurie                        | Difficulté | Pilote            | N° |
| ----------------------------- | ---------- | ----------------- | -- |
| Mercedes AMG Petronas F1 Team | ●○○○       | Lewis Hamilton    | 44 |
| Mercedes AMG Petronas F1 Team | ●○○○       | Nico Rosberg      | 6  |
| Infiniti Red Bull Racing      | ●○○○       | Sebastian Vettel  | 1  |
| Infiniti Red Bull Racing      | ●○○○       | Daniel Ricciardo  | 3  |
| Scuderia Ferrari              | ●○○○       | Fernando Alonso   | 14 |
| Scuderia Ferrari              | ●○○○       | Kimi Räikkönen    | 7  |
| Williams Racing               | ●●○○       | Felipe Massa      | 19 |
| Williams Racing               | ●●○○       | Valtteri Bottas   | 77 |
| McLaren Mercedes              | ●●○○       | Jenson Button     | 22 |
| McLaren Mercedes              | ●●○○       | Kevin Magnussen   | 20 |
| Sahara Force India F1 Team    | ●●○○       | Nico Hülkenberg   | 27 |
| Sahara Force India F1 Team    | ●●○○       | Sergio Pérez      | 11 |
| Scuderia Toro Rosso           | ●●●○       | Jean-Éric Vergne  | 25 |
| Scuderia Toro Rosso           | ●●●○       | Daniil Kvyat      | 26 |
| Lotus F1 Team                 | ●●●○       | Romain Grosjean   | 8  |
| Lotus F1 Team                 | ●●●○       | Pastor Maldonado  | 13 |
| Sauber F1 Team                | ●●●○       | Adrian Sutil      | 99 |
| Sauber F1 Team                | ●●●○       | Esteban Gutiérrez | 21 |
| Marussia F1 Team              | ●●●●       | Jules Bianchi     | 17 |
| Marussia F1 Team              | ●●●●       | Max Chilton       | 4  |
| Caterham F1 Team              | ●●●●       | Kamui Kobayashi   | 10 |
| Caterham F1 Team              | ●●●●       | Marcus Ericsson   | 9  |

- En raison des nombreuses lois contre la publicité pour l'alcool, l'écurie est renommée Williams Racing.

| Manche | Grand Prix                    | Lieu              | Virages | Longueur | Tours | Difficulté |
| ------ | ----------------------------- | ----------------- | ------- | -------- | ----- | ---------- |
| 1      | Grand Prix d'Australie        | Melbourne         | 16      | 5,3 km   | 58    | ●○○○       |
| 2      | Grand Prix de Malaisie        | Sepang            | 15      | 5,5 km   | 56    | ●●●○       |
| 3      | Grand Prix de Bahreïn         | Sakhir            | 15      | 5,4 km   | 57    | ●○○○       |
| 4      | Grand Prix de Chine           | Shanghai          | 16      | 5,5 km   | 56    | ●●●○       |
| 5      | Grand Prix d'Espagne          | Barcelone         | 16      | 4,7 km   | 66    | ●●●○       |
| 6      | Grand Prix de Monaco          | Monaco            | 19      | 3,3 km   | 78    | ●●●●       |
| 7      | Grand Prix du Canada          | Montréal          | 14      | 4,4 km   | 70    | ●○○○       |
| 8      | Grand Prix d'Autriche         | Spielberg         | 9       | 4,3 km   | 71    | ●○○○       |
| 9      | Grand Prix de Grande-Bretagne | Silverstone       | 18      | 5,9 km   | 52    | ●●○○       |
| 10     | Grand Prix d'Allemagne        | Hockenheim        | 17      | 4,6 km   | 67    | ●●○○       |
| 11     | Grand Prix de Hongrie         | Budapest          | 14      | 4,4 km   | 70    | ●●●○       |
| 12     | Grand Prix de Belgique        | Spa-Francorchamps | 19      | 7,0 km   | 44    | ●○○○       |
| 13     | Grand Prix d'Italie           | Monza             | 11      | 5,8 km   | 53    | ●○○○       |
| 14     | Grand Prix de Singapour       | Singapour         | 23      | 5,1 km   | 61    | ●●●●       |
| 15     | Grand Prix du Japon           | Suzuka            | 18      | 5,8 km   | 53    | ●●●○       |
| 16     | Grand Prix de Russie          | Sotchi            | 18      | 5,9 km   | 53    | ●●○○       |
| 17     | Grand Prix des États-Unis     | Austin            | 20      | 5,5 km   | 56    | ●●○○       |
| 18     | Grand Prix du Brésil          | São Paulo         | 15      | 4,3 km   | 71    | ●○○○       |
| 19     | Grand Prix d'Abou Dabi        | Yas Marina        | 21      | 5,6 km   | 55    | ●●○○       |

## Menu Carrière

### Test d'évaluation
Contrairement aux opus précédents, ce test s'effectue sur un tour lancé, à bord de l'une des 4 monoplaces de top team mises à votre disposition. Lors de ce test, vous serez en concurrence avec 4 autres monoplaces, ce test permet principalement d'évaluer votre niveau de jeu pour la suite, il vous permet aussi de voir de quelles assistances au pilotage vous avez besoin.
| Écurie disponibles            | Circuit                      |
| ----------------------------- | ---------------------------- |
| Mercedes AMG Petronas F1 Team | Autodromo Nazionale di Monza |
| Infiniti Red Bull Racing      |                              |
| Scuderia Ferrari              |                              |
| McLaren Mercedes              |                              |

## Volants supportés
- Logitech DriveFX
- Microsoft Xbox 360 Wireless Racing Wheel